# مينا (مغنية يابانية)
مينا موي (ولدت 24 مارس 1997)، هي مغنية، وراقصة يابانية أمريكية. بدأت شهرتها بعد انضمامها للفرقة الكورية توايس.

## البدايات
ولدت مينا في سان أنطونيو، بيكسار، تكساس، ولكنها إنتقلت إلى اليابان مع أسرتها في سنٍ صغيرة، نشأت في كوبه، اليابان، وتعلمت الباليه واتقنته لمدة 11 عاما قبل انضمامها إلى مدرسة الرقص أوريزيب المخصصة لإتقان الرقص الحديث.
في عام 2013، عندما كانت تتسوق مع والدتها في المركز التجاري، اقترب منها فريق من وكالة جاي واي بي إنترتينمنت ودعيت لإجراء اختبار في الوكالة، غنت في الاختبار في اليابان وتم قبولها وإنضمت إلى الوكالة في كوريا الجنوبية يوم 2 يناير، 2014.

## نقطة الانطلاق
جاء قبولها في وكالة جي واي بي بالتزامن مع دراستها في المرحلة الإعدادية ّ، مع حرص والديها على استكمال تخرجها، إلا أنهم لم يقفوا في طريقها لتحقيق الحلم وسمحوا لها بالتوجه إلى كوريا.
كانت لحظة انطلاق مينا بالاهتمام تجاه البوب الكوري هي عندما طلبت منها صديقتها محاكاة فيديو موسيقي لفرقة الفتيات غيرلز جينيريشن، بالإضافة إلى تخليها عن الباليه مما اثار استياء والديها مجددًا إلا أنها وظفت المهارات اللياقية التي اكتسبتها أثناء تدربها قديمًا على الباليه في فنها الحالي.

### التجربة
عندما دخلت الفرقة كانت قلقة من أشياء كثيرة في البداية، لكن المتدربين إلى جانب تواصلهم القريب من بعضهم البعض كانوا لطفاء كثيرًا معها. ذكرت مينا في أحد البرامج أن كوريا تعتبر لها دولة اجنبية بما أنها يابانية، فقد كان كل شيء جديداً عليها، ولكن بالمقابل هناك أشياء متشابهة جدًا بين كوريا و اليابان لذلك استطاعت العيش براحة كما لو أنها في وطنها الأم.

## روابط خارجية
- مينا على موقع IMDb (الإنجليزية)
- مينا على موقع ميوزك برينز (الإنجليزية)
- مينا على موقع ديسكوغز (الإنجليزية)
- مينا على موقع قاعدة بيانات الفيلم (الإنجليزية)